# Nabburg
Nabburg è un comune tedesco di 6 068 abitanti, situato nel land della Baviera.